# Lusaka Inter-City Bus Terminus

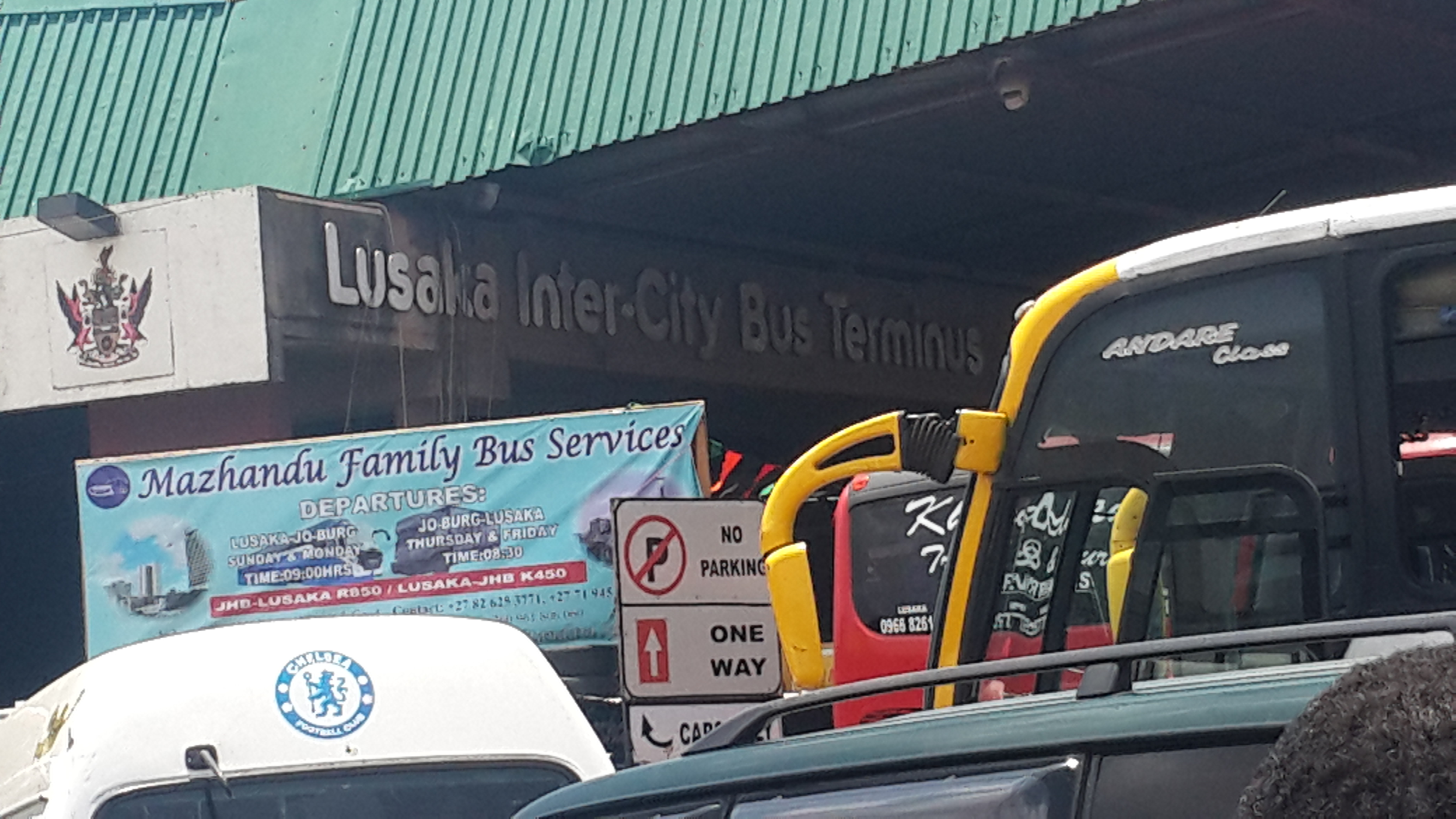
Lusaka Inter-City Bus Terminus

Der Lusaka Intercity Bus Terminus ist der zentrale Fernbusbahnhof Lusakas, der Hauptstadt und einwohnerreichsten Stadt Sambias.
Das Terminal befindet sich im Zentrum Lusakas zwischen der Independence Avenue sowie der Nassor Road. Es handelt sich um das größte und wichtigste Fernbusterminal in Sambia und ist von Bedeutung für den nationalen und internationalen Fernbusverkehr. Wichtige Ziele sind unter anderem Gaborone, Maun, Harare und Mbeya. Der Fernbusbahnhof befindet sich gegenüber des Hauptbahnhofs von Lusaka, der Flughafen Lusaka befindet sich weiter entfernt. Ebenso wird ein Großteil des innerstädtischen Nahverkehrs und des regionalen Busverkehrs hier abgewickelt.